# Smoke (Mortal Kombat)
Smoke (né Tomas Vrbada) est un personnage fictif de la série de jeu de combat Mortal Kombat de Midway Games. Smoke apparaît la première fois en 1993 dans Mortal Kombat II en tant que personnage caché et injouable, le personnage est une palette swap grise de Scorpion et apparaît aléatoirement durant le jeu. Il apparaît officiellement en tant que personnage jouable et déblocable en 1995 dans Mortal Kombat 3, mais apparaît sous forme de cyborg.

## Apparitions et gameplay
Dans Mortal Kombat II, Smoke est l'un des trois personnages cachés du jeu, aux côtés de Jade et de Noob Saibot,. Il apparaît aléatoirement au début d'un combat afin de laisser de vagues indices sur la manière de le retrouver (Portal, I am one of three, I will meet you in Goro's lair). Le joueur peut affronter Smoke dans un combat secret dans l'arène Goro's Lair du premier Mortal Kombat, après avoir effectué un uppercut dans l'arène Portal, puis avoir maintenu la touche bas de la croix directionnelle de la manette tout en appuyant sur la touche start dès que le designer sonore du jeu Dan Forden, est apparu à l'écran en criant « Toasty ! ». Smoke partage la même position de combat que Reptile et se déplace plus rapidement et peut utiliser la lance de Scorpion.
Dans Mortal Kombat 3, au milieu de la sélection des personnages se trouve un logo gris de Mortal Kombat, derrière se cache la version robotique de Smoke, qui devient déblocable en saisissant un code digital (Ultimate Kombat Kode),. Contrairement aux précédents personnages cachés qui avaient acquis leurs propres mouvements spéciaux et leurs attaques combinées lorsqu’ils faisaient partie d'un casting standard, Smoke a continué à utiliser des techniques similaires à celles des autres personnages.
Pour Mortal Kombat 3, Smoke utilise une variante de la lance (un harpon à trois griffes qui sort de sa poitrine), en plus de l'invisibilité de Reptile et la téléportation uppercut de Sektor. La version humaine de Smoke de Ultimate Mortal Kombat 3 empreinte la fatalité d'Ermac, mais dans Mortal Kombat Trilogy, il reçoit ses propres fatalités, bien qu'il ait conservé tous les mouvements spéciaux de Scorpion dans les deux jeux ainsi que sa hache qui apparaissait exclusivement dans des combos. Dans Mortal Kombat: Mystification, Smoke fait équipe avec Noob Saibot et leurs noms sont combinés et affichés simplement sous Noob Smoke.
Smoke apparaît en 1996 dans la série d'animation Mortal Kombat : Les Gardiens du royaume lors du cinquième épisode. Dans l'épisode, Smoke est envoyé par le chef du clan Lin Kuei pour assassiner Sub-Zero. Dans le film Mortal Kombat : Destruction finale réalisé par John R. Leonetti sorti en 1997, Smoke apparaît brièvement le temps d'une scène où il se bat contre Liu Kang,.